# Virgen de las Angustias (Montes de Oca)
La Virgen de las Angustias fue una obra atribuida a José Montes de Oca y realizada posiblemente en 1738. Destruida en 1936, estaba ubicada en la Iglesia de San Román de Sevilla (Andalucía, España).

## Historia

### Hermandad de los Gitanos
La Hermandad de los Gitanos, a la que pertenecía la imagen, fue instaurada, mediante decreto del 9 de agosto de 1753 del arzobispo de Sevilla Luis de Borbón y Farnesio, en el desaparecido Convento del Espíritu Santo de Triana, siendo las primeras ordenanzas aprobadas el 7 de diciembre de ese año. No obstante, la hermandad se vio obligada a abandonar esta sede, que a la vez fungía como hospital, en apenas unos pocos meses ante el rechazo del prior a que la cofradía se asentase allí, argumentando para ello el hecho de que la Hermandad de las Tres Caídas (actual Hermandad de la Esperanza de Triana), entonces emplazada en la Iglesia de Santa Ana, había expresado su deseo de retornar a la iglesia conventual, lugar donde contaba con una capilla desde 1676.
Por otro lado, el 24 de diciembre de 1738 el escultor José Montes de Oca dejó constancia ante escribano público de que había realizado «una efixie de un Santo Xpto. de las Tres Caídas de escultura en mill y doscientos rrs» con destino al Convento del Espíritu Santo ya que la obra había sido creada para su prior, Baltasar José de Frías. El abandono del cenobio por parte de la Hermandad de las Tres Caídas había tenido lugar tan solo dos años antes, en 1736, después de haber tenido éxito en varios pleitos contra los religiosos, quienes querían evitar a toda costa que la cofradía se llevase consigo todas sus imágenes, además de los enseres, a la Iglesia de Santa Ana; este hecho lleva a pensar que, ante la ausencia dejada por el Cristo de las Tres Caídas, la comunidad decidió suplir su falta con otra imagen, lo que explicaría la comisión de una talla cristífera a Montes de Oca poco después del cambio de sede de la cofradía. Irónicamente, la hermandad regresaría al cenobio en el último cuarto del siglo xviii; tras dejar la Iglesia de Santa Ana con motivo de los devastadores efectos del terremoto de Lisboa en 1755, cambiaría su ubicación al Convento de los Remedios, donde permanecería de 1756 a 1776, asentándose por un breve periodo de tiempo en la Capilla del Cristo de la Sangre y Nuestra Señora de la Encarnación.
Tras su expulsión, la Hermandad de los Gitanos encontró asilo en 1754 en el Convento del Pópulo; hay constancia de que desde dicho lugar efectuó su primera procesión, en 1757, con las tallas de Nuestro Padre Jesús de la Salud y la Virgen de las Angustias, portando varios enseres los cuales fueron cedidos, curiosamente, por la Hermandad de las Tres Caídas (estos enseres consistían en cuatro faldones negros para cada una de las imágenes). Producto de la desamortización, el Convento del Pópulo fue convertido en cárcel y la Hermandad de los Gitanos se trasladó en consecuencia a la Iglesia de San Esteban en 1837, cambiando su sede en 1860 a la Iglesia de San Nicolás e instalándose en la Iglesia de San Román en 1880, donde permanecería hasta su incendio en 1936.

### Origen y atribución
En 1738, año en que Montes de Oca talló la imagen cristífera para el prior del Convento del Espíritu Santo, el escultor ejecutó para el cenobio «[…] una imagen de Nra. Sra. de los Dolores en cuatrocientos reales […] Item doscientos rrs de encarnarla y estofarla». De acuerdo con Antonio Torrejón Díaz, esta imagen dolorosa se correspondería con la Virgen de las Angustias, obra que podría haber ido a parar a la Hermandad de los Gitanos, junto con la talla cristífera (supuestamente Nuestro Padre Jesús de la Salud), a raíz de una cesión por parte del convento con motivo de la fundación de la cofradía; tras la marcha forzosa de la hermandad, el prior podría haber decidido ser considerado con ella y permitirle quedarse con las dos imágenes a modo de compensación por su expulsión, hecho que por otro lado llevaría a la comunidad de religiosos no solo a quedarse sin Nuestro Padre Jesús de la Salud y sin la Virgen de las Angustias, sino también sin el Cristo de las Tres Caídas y sin Nuestra Señora de la Esperanza ya que la hermandad trianera, pese a su deseo de regresar al convento, no retornaría hasta muchos años después.
El examen de las fotografías conservadas permite apreciar que la imagen poseía los caracteres morfológicos y estilísticos plasmados por Montes de Oca en las tallas dolorosas con la cabeza girada a un lado (el imaginero contaba en su haber con tres ramas diferenciadas en lo que a este tipo de esculturas se refiere: las que tenían la cabeza mirando de frente, las que la tenían ladeada, y las que la alzaban mirando al cielo). A mayores, destaca el gran parecido de la Virgen de las Angustias con dos obras del imaginero: la también desaparecida Virgen del Mayor Dolor, perteneciente a la Hermandad de las Aguas; y la Virgen de los Dolores propiedad de la Hermandad de los Servitas, de la que Montes de Oca llegó a ser miembro.

### Sustitución temporal

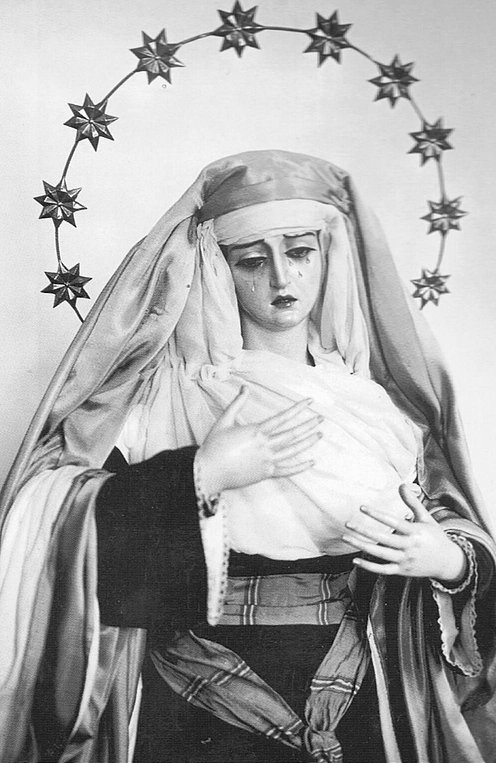
Virgen de la Soledad (1932), por José Merino Román.

El imaginero José Merino Román, oriundo de Málaga, recibió en 1932 el encargo de la hechura de una talla que sustituyese a la Virgen de la Hiniesta, obra de Juan Martínez Montañés desaparecida en el incendio de la Iglesia de San Julián ese mismo año, por parte de la hermandad homónima, la cual no se sintió satisfecha con la imagen resultante puesto que la misma no era del todo fiel a la obra original. La hermandad había efectuado el encargo de la pieza sustituta a varios escultores (entre ellos el orfebre Cayetano González Gómez), decantándose finalmente por la imagen facturada por Antonio Castillo Lastrucci. De vuelta en el taller de Merino a causa de su rechazo, este revés supuso un duro golpe para el artista, quien entonces trataba de hacerse un nombre en Sevilla, ciudad para la que ya había creado obras de cierto mérito, como las tallas en 1929 de los respiraderos originales del paso de Virgen de la Merced propiedad de la Hermandad de Pasión o la rica ornamentación de estilo plateresco de la fachada oriental del Ayuntamiento de Sevilla.
En 1935, la Hermandad de los Gitanos mostró interés por la talla de Merino que la Hermandad de la Hiniesta rechazara tres años antes; la cofradía quería reemplazar a la Virgen de las Angustias, posiblemente, para resguardarla ante el temor que imperaba en aquel entonces debido al ambiente de tensión que precedió al estallido de la guerra civil y a causa también de la quema de conventos, episodio de violencia anticlerical ocurrido en 1931 que, entre otros, afectó gravemente al patrimonio religioso del país. La obra de Merino fue adquirida por la hermandad, que la puso bajo la advocación de las Angustias, y se bendijo el 4 de abril de 1935 en la Iglesia de San Román, en una ceremonia oficiada a las seis de la tarde y presidida por Eustaquio Ilundain. Objeto de un triduo entre el 10 y el 12 de abril, la imagen fue sacada en procesión la Madrugá partiendo de San Román rumbo a la Catedral de Sevilla, a donde llegó al amanecer tras un cúmulo de retrasos. Concluida la Semana Santa, la Hermandad de los Gitanos tomó la decisión de devolver la imagen de Merino a su autor y restituir la talla de Montes de Oca; otra vez en el taller, a finales de 1937 o comienzos de 1938 la Hermandad del Sepulcro de Málaga tuvo conocimiento de la imagen de Merino, la cual adquiriría el 11 de abril de 1938 ante la necesidad de reemplazar la talla de la Virgen de la Soledad, obra anónima perdida en 1936.

### Destrucción
La Virgen de las Angustias resultó destruida la noche del 18 al 19 de julio de 1936 a causa del incendio desatado en la Iglesia de San Román. Ubicado el templo en el centro del denominado «Moscú sevillano», la tarde del 18 de julio, un día después del estallido de la guerra civil, el barrio se hallaba en calma puesto que los republicanos no lo habían ocupado, aunque una manifestación compuesta por varias decenas de personas atravesó la zona en dirección al centro, concretamente a la calle Luna ya que allí había una sede sindical, con el fin de conseguir armamento. Debido a que en la calle Luna no lograron su propósito, pusieron rumbo al cuartel emplazado en la Alameda, donde algunos se apoderaron de un fusil y otros de una pistola, recibiendo quienes aún no habían obtenido un arma la orden de formar barricadas para defender el Casco Norte. Cuando los manifestantes llegaron al barrio fueron testigos del incendio desatado en la Iglesia de Omnium Sanctorum; alentados por este atentado, decidieron proseguir con el asalto e incendiaron la Iglesia de San Marcos y la Iglesia de San Román; esta última ardió durante toda la noche del 19 de julio, pese a lo cual el fuego no llegó a afectar a los inmuebles colindantes en las calles Sol y Enladrillada. Como resultado del incendio, todo el contenido del templo quedó reducido a escombros, pudiendo apreciarse la mañana del 19 de julio varios trozos de madera procedentes del techo aún en llamas.
Casualmente, ni aquella noche ni las precedentes hubo vigilancia alguna por parte ni de carlistas ni de gitanos, quienes llevaban un tiempo montando guardia para prevenir cualquier asalto al templo. Entre los vigilantes se encontraba la familia Barrau, miembro de la Hermandad del Valle y a su vez perteneciente al tercio de requetés de la Virgen de los Reyes; cada día se turnaban con los gitanos de la hermandad para cuidar las obras de arte sacro, en especial las imágenes (uno de los gitanos tenía por costumbre dialogar sobre sus asuntos personales con la talla de Nuestro Padre Jesús de la Salud mientras fumaba un cigarrillo). En lo tocante a los autores del incendio, se cree que no se trataba de gente que residiese en el barrio puesto que todos los habitantes de la zona, independientemente de su ideología política, respetaban a la hermandad, lo que en la actualidad lleva a considerar como responsables a rebeldes procedentes del extrarradio, en concreto de áreas de fuerte simpatía republicana como Amate, lugar del que partieron los grupos que más tarde prenderían fuego a la mayoría de las iglesias de la ciudad hispalense.

### Posible supervivencia

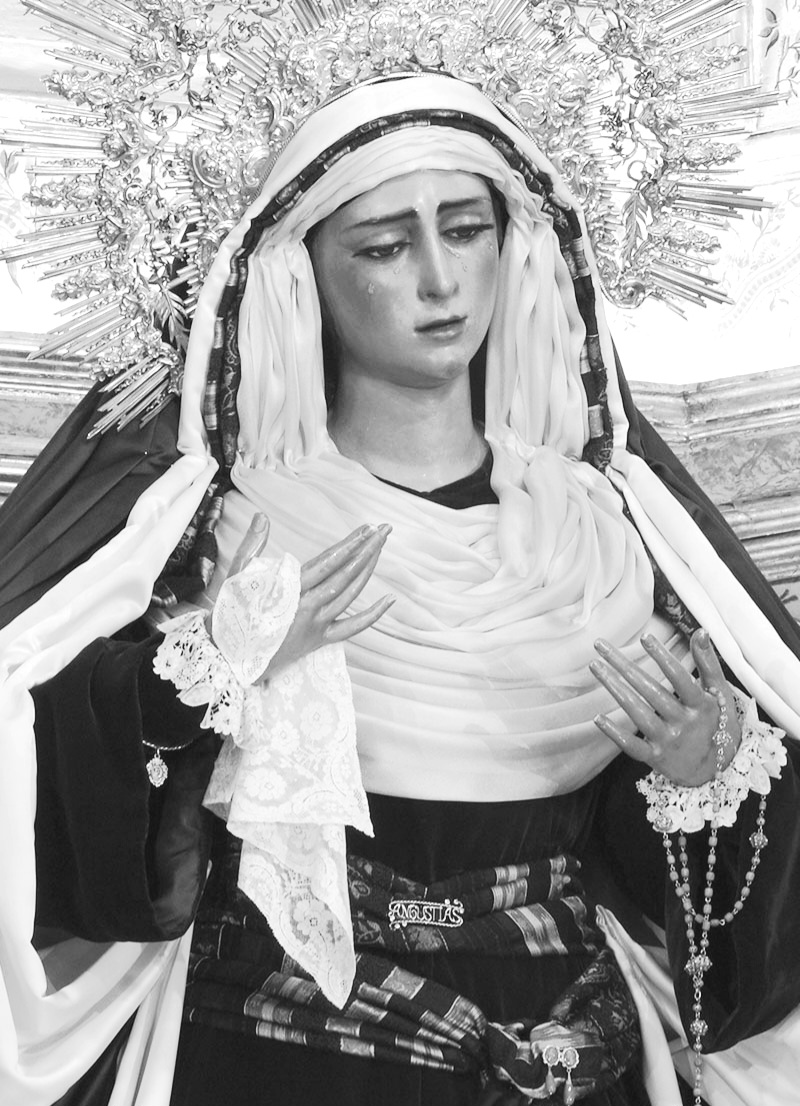
María Santísima de las Angustias Coronada (1937), por José Rodríguez Fernández-Andes.

En ese tiempo la Hermandad de los Gitanos se hallaba bajo el mando de, entre otros, las familias Vega y Moreno, residentes en Triana, fungiendo José Vega Niño como hermano mayor al momento del incendio; tan pronto tuvieron noticia del fuego, se subieron a un taxi en Triana y se dirigieron a la Iglesia de San Román, siendo detenidos por la Guardia de Asalto en el puente de Isabel II, motivo por el que no pudieron llegar a tiempo de sofocar las llamas. El 18 de julio tanto Nuestro Padre Jesús de la Salud como la Virgen de las Angustias se hallaban en su altar, ubicado en la Capilla de la Virgen de la Granada; el hecho de que no quedase, en apariencia, absolutamente nada de ambas imágenes levantó las sospechas de que las tallas fueron salvadas y ocultadas, si bien esta tesis carece de verosimilitud debido a que una vez sofocado el fuego, los habitantes del barrio recogieron los escombros para su uso en el levantamiento de barricadas, por lo que lo más probable es que los restos carbonizados de ambas piezas terminasen formando parte de una trinchera.
Otro hecho que dio pie a la teoría de la supervivencia de las imágenes fue la presencia en el templo de la práctica totalidad de los enseres de la hermandad en pleno verano, época en que lo habitual era que estuviesen guardados en las casas de los cofrades; esta extraña circunstancia que provocó la pérdida del manto de la Virgen y los pasos procesionales propició la leyenda de que en realidad ambas tallas se encontraban a buen recaudo en las viviendas de los miembros de la cofradía, quienes posteriormente afirmarían que se habían quemado para ocultar su supuesta venta, obviando esta hipótesis la imposibilidad de extraer las tallas del templo en aquel entonces dada la presencia de barricadas y el hecho de que los habitantes del barrio no creían que se fuese a producir un asalto. Lo único que se salvó del fuego fueron una saya de la Virgen en tono burdeos atribuida a Juan Manuel Rodríguez Ojeda, dos libros de regla y un cíngulo.

### Sustitución definitiva
En 1937 José Rodríguez Fernández-Andes talló la actual imagen de la Hermandad de los Gitanos: María Santísima de las Angustias Coronada. Esta obra, policromada por Juan Balcera y donada por el propio Fernández-Andes a la cofradía, fue bendecida en la Iglesia de Santa Catalina (sede provisional de la hermandad) el 14 de marzo de 1937, siendo trasladada a la Iglesia de San Román el 1 de enero de 1950 junto con la nueva talla de Nuestro Padre Jesús de la Salud, también de Fernández-Andes. La imagen de la Virgen procesionaría por primera vez en 1937 en solitario pese a hallarse el país en pleno conflicto bélico, desfilando sobre un paso de palio cedido para la ocasión por la Hermandad del Baratillo.

## Descripción
La imagen, de sobresaliente factura, mostraba la cabeza ladeada a la izquierda y agachada, con una notable expresión de aflicción. Claramente inspirada en la talla de los Servitas, la Virgen de las Angustias poseía un rostro oval con la zona del mentón marcadamente afilada, una boca de delicada factura cuyo gesto de dolor permitía apreciar la dentadura, el ceño fruncido, el surco nasolabial muy acentuado, la barbilla redondeada y de gran prominencia la cual exhibía un marcado hoyuelo (característica inconfundible del imaginero), un cuello de una talla inusualmente excelente para tratarse de una imagen de vestir, manos de gran elegancia y fina labor a la vez que muy expresivas, y un cromatismo de gran palidez en el que se combinaban el tono nácar con tintes rosados. De acuerdo con Torrejón Díaz, las Dolorosas de Montes de Oca siguen los cánones establecidos para las imágenes de candelero fechadas en el siglo xvii, si bien el escultor intensificó tanto en la Virgen de las Angustias como en el resto de su catálogo el dramatismo de la expresión; los rasgos por lo general severos y de gran madurez de las tallas dieciochescas se muestran en la producción de Montes de Oca fuertemente crispados por el dolor, lo que provoca que las facciones se descompongan, aunque sin renunciar a lo estético dada la belleza de sus obras, siendo la desaparecida imagen de la Hermandad de los Gitanos una perfecta muestra de ello.